# 杜成誥
杜成誥（1864年12月7日—1930年5月29日），出生英属印度缅甸，英属印度缅甸的考古學家。

## 生平
他是華人，祖先來自中國閩南的廈門。父親是英属印度緬甸華侨杜成孫，母親是撣族公主杜努。
1881年畢業於仰光大學，翌年進入英國的內殿律師學院學習。他於1884年進入英属印度高等文官系統。他是緬甸大學教育和女性教育的著名宣導者。在他的推動下，緬甸於1895年恢復了全國性的佛教僧侶巴利文經文考試，後來又在1903年恢復了選舉僧王的制度。
他也被認為是緬甸歷史上的第一位考古學家。